# 恋する彼女、西へ。
『恋する彼女、西へ。』（こいするかのじょ にしへ）は、2008年の日本映画。

## あらすじ
東京に本社を置く建設会社勤務のキャリアウーマン杉本響子は、ホテル建設の企画で広島に出張していた。その響子の元へ、現代風ではない格好を纏った若い男が不思議なことを話しかけてくる。奇妙に思いその場を立ち去ろうとした直後、彼はバイクと接触事故を起こしてしまう。見かねた響子は、その奇妙な男を病院へ連れて行く。
彼は、60年前（1945年）の8月5日、広島原爆投下の前日から現代にタイムスリップしてきた、日本海軍の兵士・矢田貝亨であった。響子は何かと亨の面倒を見ることとなり、次第に彼に惹かれていく自分に気がつく。一方で亨は、広島に原爆が落とされ、多大なる被害が起こったことを知って愕然とする。
亨は当時に戻り、多くの人々を原爆から救いたいと決意する。涙ながらに引きとめようとする響子に「またいつか会える」と言い残し、亨は60年前に戻って行く。原爆投下の事実を知る亨は、被災地となる周辺の人々に対し、遠くへ避難するように警告する。放送局にまで乱入してそれを伝えようとするが、逆に異常者扱いされ、地下の留置所に入れられてしまう。そして、亨の警告したとおりの惨劇が起きてしまう。
再び60年後の現代。響子が原爆慰霊碑の前を通りかかると、そこに1人の老人がたたずんでいた。響子は、彼が60年の時を経た亨だと直感的に分かった。亨は、地下に閉じ込められたために、原爆の被害から逃れられたのだった。再び巡り合えた2人は抱きしめあい、喜びをかみしめた。

## キャスト
- 杉本響子（すぎもと きょうこ） - 鶴田真由
東京の不動産会社に勤めるキャリアウーマン。仕事で広島へと出張する。
- 矢田貝亨（やたがい とおる） - 池内博之
広島で響子が出会った、現代風ではない格好の男性。
- 近藤佐和子（こんどう さわこ） - かとうかず子
- 高田課長（たかだ かちょう） - 辰巳琢郎
- 黒木徹也（くろき てつや） - 山口馬木也
- 渡辺（わたなべ） - 徳井優
- 山下（やました） - 小林正寛
- 殿山徳兵衛（とのやま とくべえ） - 金田龍之介
- 謎の老人 - 小林桂樹

その他
- 顔田顔彦
- 安井真理子

## スタッフ
- 監督：酒井信行
- 製作総指揮：加地隆雄
- プロデューサー：八島賢、日野佳恵子、水野純一郎
- 原作・脚本：田渕久美子
- 撮影：渡邊伸二
- 美術：犬塚進
- 音楽：門倉聡
- 編集：園井弘一
- スクリプター：野崎やえこ
- 照明：林利夫
- 装飾：木下保
- 録音：中路豊隆
- 助監督：坪内孝典
- その他：上床隆幸、阿曽芳則、溝口豊
- 製作：恋する彼女、西へ。製作委員会、恋する彼女、西へ。広島製作委員会
- 応援：広島でロマンス映画を成功させる会
- 制作協力：松竹京都映画株式会社
- 宣伝協力：フリーマン・オフィス
- 配給：シナジー